# Armenis de Romania
Els armenis han estat presents a l'actual Romania i Moldàvia durant més d'un mil·lenni i han estat una presència important com a comerciants des del segle xiv. Només milers en l'època moderna, van ser suprimits culturalment a l'era comunista, però han experimentat un resorgiment cultural des de la Revolució romanesa de 1989.

## Història

### Principats Danubians
Les primeres traces d’armenis en el que va ser Moldàvia posterior es daten el 967 (presència registrada a Cetatea Albă). Les primeres diàspores armènies van sorgir a la caiguda del govern Bagratuni i altres desastres, inclosa la invasió mongola. El 1572-1574, Ioan Vodă cel Cumplit va ser Hospodar (Príncep) de Moldàvia, net de Stephen el Gran, fill de Bogdan III i de la seva concubina armènia Serpega.
Els expatriats armenis van rebre exempcions fiscals en diferents moments de la història dels principats danubians. Encoratjava a establir-ja al segle 14, es van convertir en una presència familiar a les ciutats, generalment com els principals empresaris de la comunitat - per això, en els primers moderns Botoşani i diversos altres llocs, armenis com un gremi es van adjudicar la representació política i graus d'autogovern. Un nombre considerable de famílies nobles dels principats eren d'origen armeni.
A Bucarest, es va registrar per primera vegada una presència armènia a la segona meitat del segle xiv - molt probablement, immigrants procedents dels Balcans dominats pels otomans, així com de la zona al voltant de Kamianets-Podilskyi i ciutats de Moldàvia; al llarg del segle xix, una gran part dels bucarestins armenis havien arribat de Rousse, a l'actual Bulgària. Als armenis gregorians se'ls va donar el dret de construir una església cap al 1638; va ser reconstruïda i ampliada el 1685, però va ser danyada per l'atac rus durant la guerra de 1768-1774 amb els otomans.
La ciutadania només es va atorgar a la comunitat amb la decisió del protectorat internacional sobre els dos països (instituït després de la guerra de Crimea i el següent tractat de París) d’estendre els drets civils a totes les minories religioses.

### Transsilvània

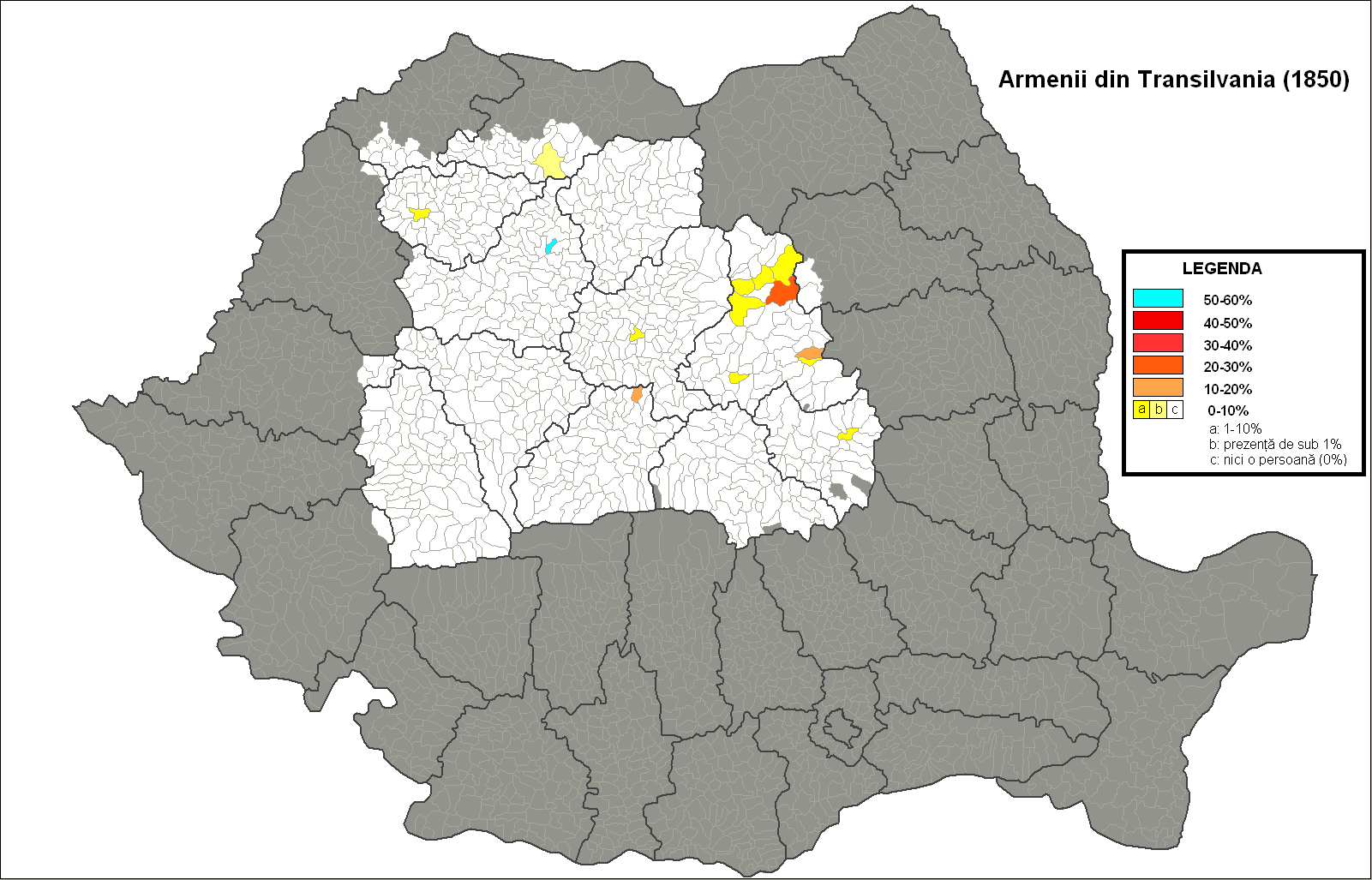
Armenis de Transsilvània (1850)

Els armenis van estar presents des de bon començament a Transsilvània, clarament certificat en un document emès pel rei hongarès Ladislau IV el Cumà (finals del segle xiii). Aquí, fins i tot se’ls va permetre fundar les seves pròpies ciutats comercials, essent la més notable Gherla, anomenada Armenopolis / Armenierstadt o Hayakaghak (Հայաքաղաք). La segona ciutat armènia important de Transsilvània és Dumbrăveni (Elisabethstadt).
Malgrat la seva creixent autonomia, es va exigir l’adhesió dels ciutadans a l’Església Catòlica Romana (una conversió iniciada gràcies als esforços d’un prelat nascut a Botoșani, Oxendius Vărzărescu), i sotmesa a la integració forçada per la monarquia dels Habsburg des del segle xviii. L’Ordinari per als catòlics de ritu armeni a Romania se centra avui en dia a Gherla i es troba sota la jurisdicció dels arquebisbes de l’Església romana-catòlica romanesa d’Alba Iulia.
La majoria dels armenis de Transsilvània van ser magiaritzats a la darrera meitat del segle xix.

### Romania
Després del genocidi armeni de 1915, Romania va ser el primer estat que va proporcionar oficialment asil polític als refugiats de la zona.
El 1940 uns 40.000 armenis vivien a Romania. Sota el domini comunista, els armenis van començar a abandonar el país i el règim de Nicolae Ceaușescu va acabar tancant totes les escoles armènies.

## Religió
La comunitat apostòlica armènia té diverses esglésies i un monestir a Romania. L'església es troba sota la jurisdicció de la Santa Seu d'Edjmiatsín de l'Església Apostòlica Armènia. Les esglésies inclouen:
- Episcopia Armeana Hreshdagabedats Mayr Yegeghetsi (Apostòlica) (Bucarest)
- Santa Creu (Mănăstirea Hagigadar) Monestir apostòlic armeni dels desitjos (Manastirea Dorintelor, Suceava)
- Església Apostòlica Armènia de Iasi (Biserca Armeana Sf. Maria, Iași)
- Església Apostòlica Armènia de Constança (Biserca Armeana Sf. Maria, Constanța)
- Església Apostòlica Armènia de la Santíssima Trinitat de Botosani (Biserca Sf. Treime, Botoșani)
- Adormició de la Santa Mare Església Apostòlica Armènia de Botosani (Biserca Adormirea Maicii domnului, Botoșani)
- Església Apostòlica Armènia de Brăila

També hi ha el monestir apostòlic armeni Zamca a Mânăstirea Zamca, Suceava.
Les esglésies i parròquies catòliques armènies que pertanyen a l'església catòlica armènia inclouen:
- Parohia Armeano Catolica (Gherla, Szamosujvar)
- Parohia Armeano Catolica (Dumbraveni, Erzsebetvaros)
- Parohia Armeano Catolica (Gheorgheni, Gyergyoszentmiklos)
- Parohia Armeano Catolica (Frumoasa, Csikszepviz)

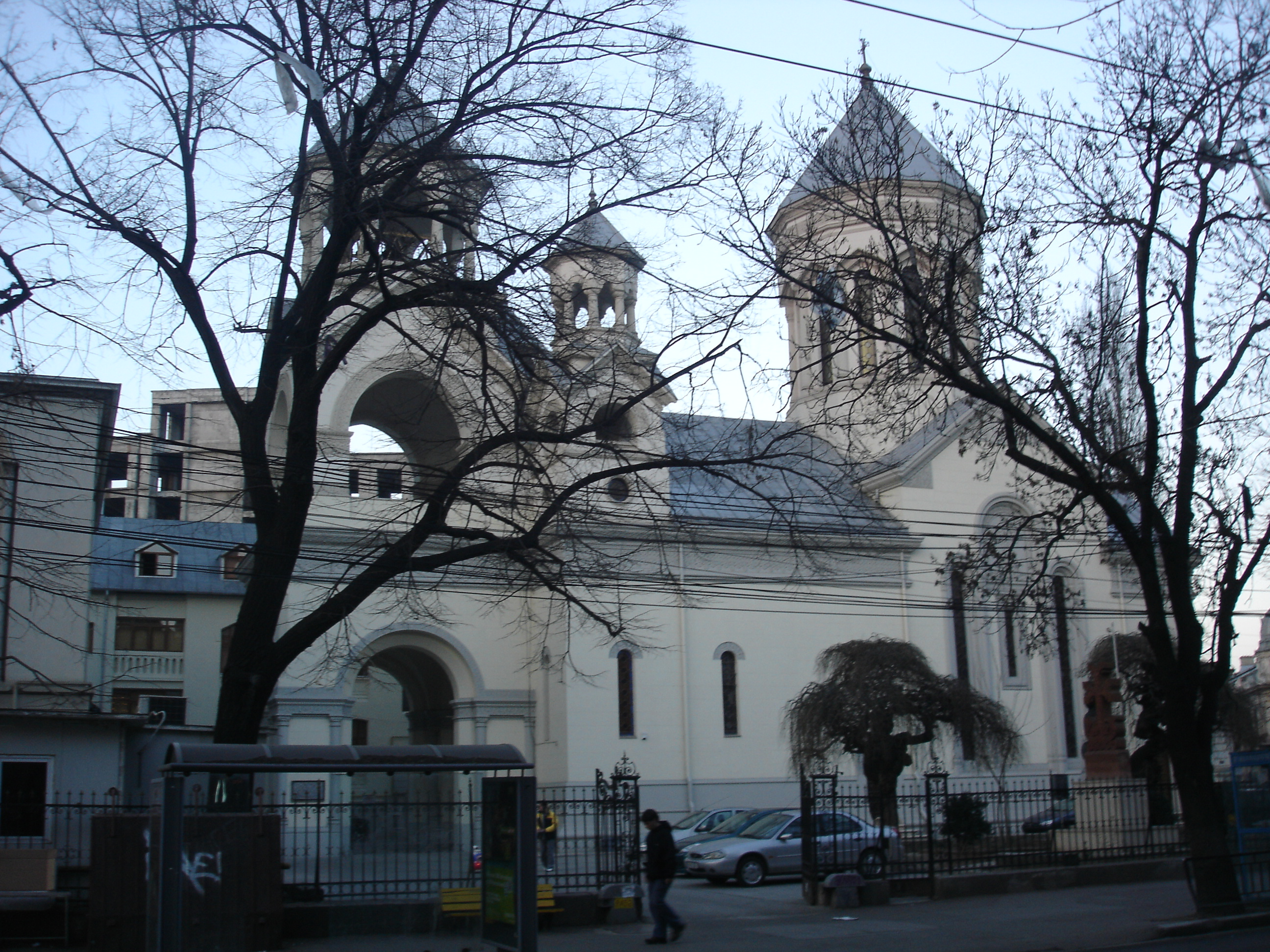
Església armènia a Bucarest
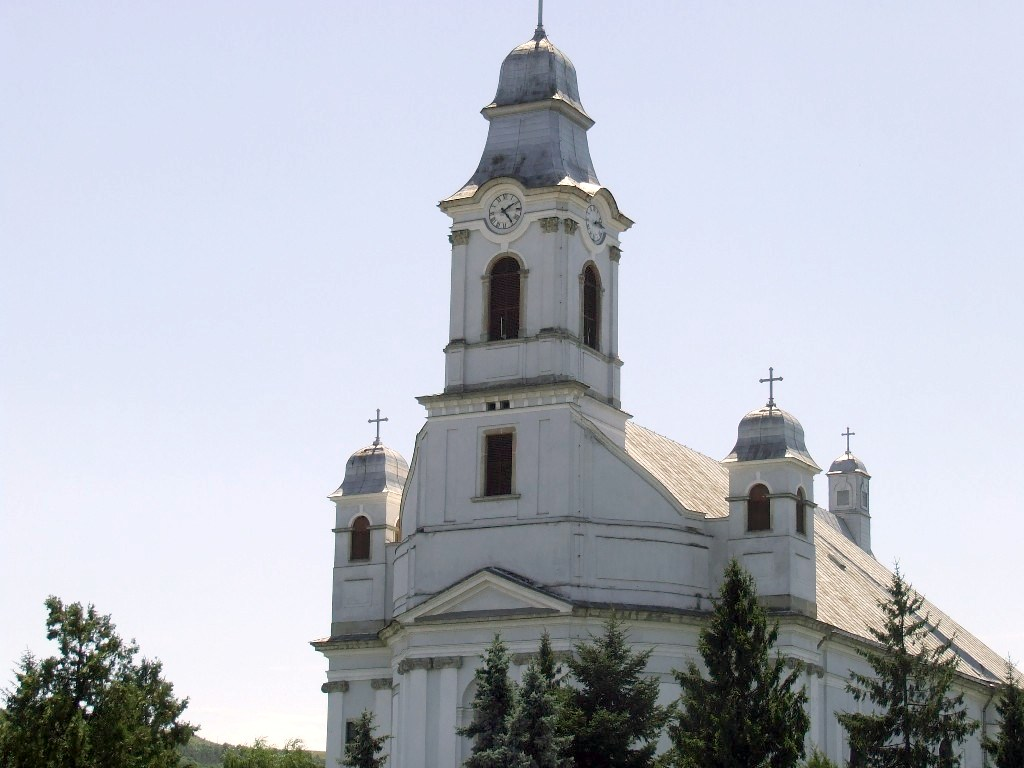
Catedral catòlica armènia a Gherla
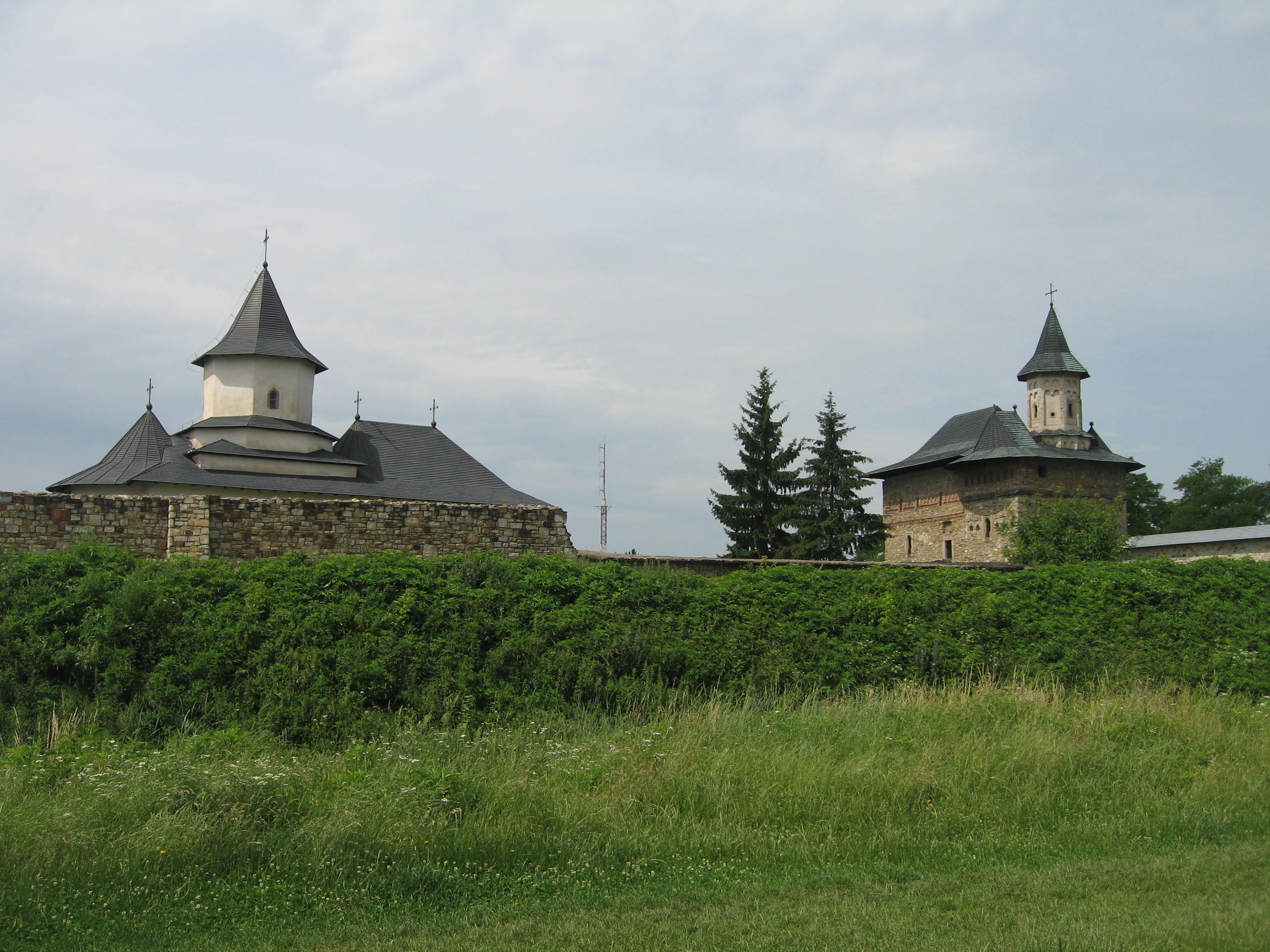
Monestir de Zamca a Suceava
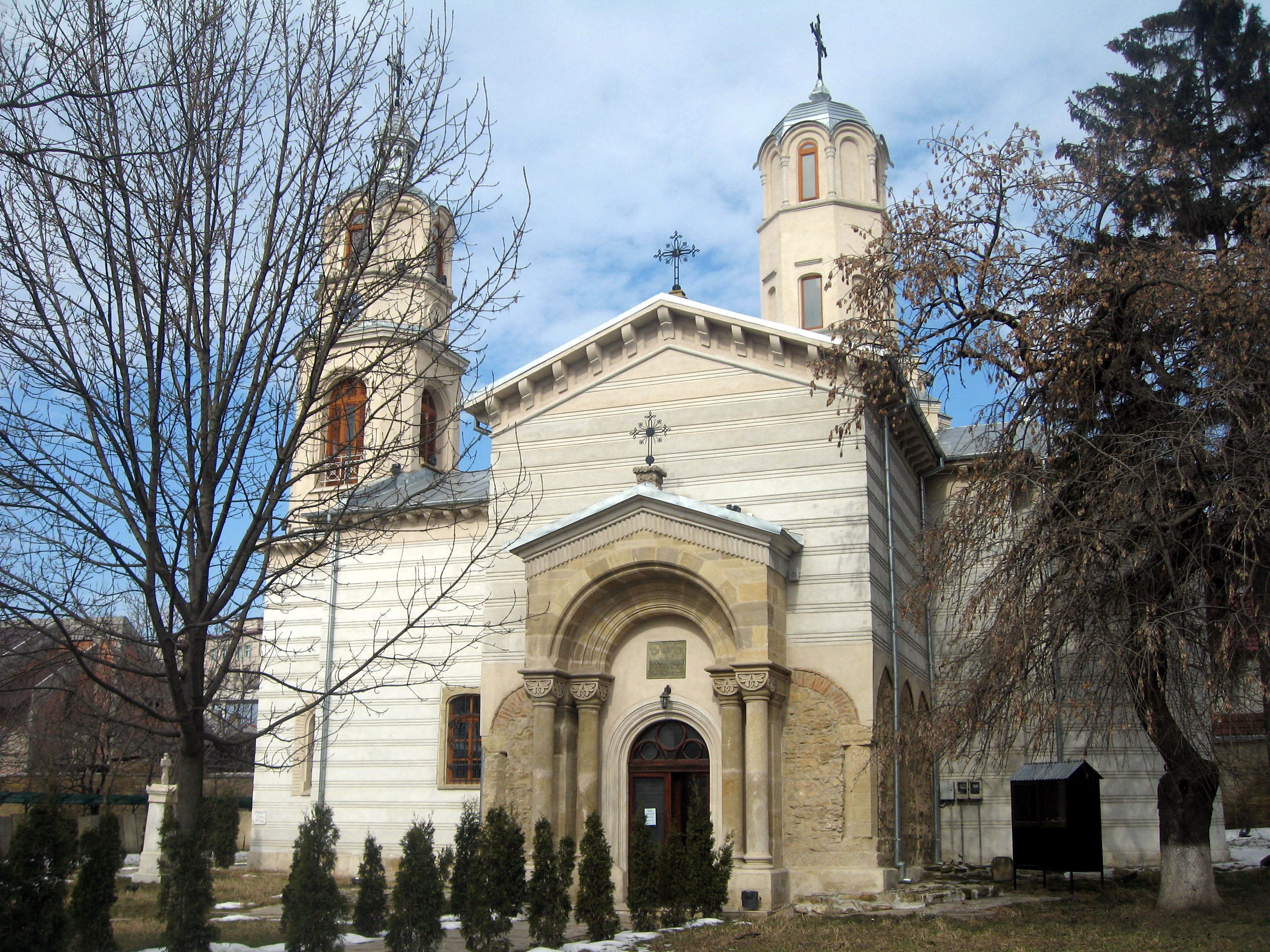
Església armènia a Iași

## Situació actual
Des de 1989, hi ha hagut una revifalla cultural i polític del poble armeni a Romania. El 2002, hi havia 1.780 armenis, molts d'ells de famílies mixtes, i el nombre de parlants nadius de la llengua armènia és de 721. Hi ha una església armènia a Bucarest, en el que s'anomena Strada Armenească ("carrer armeni"). L’origen de l'església és del segle xvii. Però l'edifici de fusta es va cremar en un incendi el 1781. La nova estructura es va construir a partir del 1911 gràcies als esforços dels immigrants armenis de l’Imperi Otomà. La nova església es va inaugurar el 1915. L'església està dirigida pel bisbe Datev Hagopian. La comunitat armènia existeix des de gairebé mil anys i la diòcesi apostòlica armenia té una història d'almenys 600 anys.
També està en funcionament el monestir de Hagigadar establert el 1512 amb molts visitants que el converteixen en una atracció turística. La comunitat celebra el 500è aniversari del seu establiment.
A més, l'església és un centre cultural de dues plantes, amb el primer pis una biblioteca de llibres nous i antics armenis i el segon pis, un museu. La biblioteca va ser creada per la figura literària Hagop Sirouni (cognom real Jololian). La col·lecció va patir després que les autoritats soviètiques l'exilessin a Sibèria als anys quaranta i la col·lecció va ser confiscada per retornar-la a la comunitat armènia el 1987 després de patir greus pèrdues.
L’origen de la comunitat armènia existent és bàsicament l’armeni occidental. Però va patir molt amb la instauració del règim comunista, l'emigració de molts romanesos armenis de tornada a l'Armènia soviètica després de la Segona Guerra Mundial, la immigració va a l'Oest.
Tanmateix, la comunitat actual està sent reforçada per armenis orientals que immigren d'Armènia i d'altres països o per estudiants armenis que venen a estudiar a Romania.
Actualment, la comunitat publica els periòdics Nor Ghiank (en armeni), Ararat i el Lăcașuri de cult patrocinat per l'estat.

## Romanians notables d’origen armeni
Els romanesos d’origen armeni han estat molt actius en la vida política, cultural, acadèmica i social romanesa. Els més dignes de menció serien Vazgen I, Catòlic d’Armènia, i Iacob Zadig, general de l'exèrcit romanès durant la Primera Guerra Mundial.

## Galeria

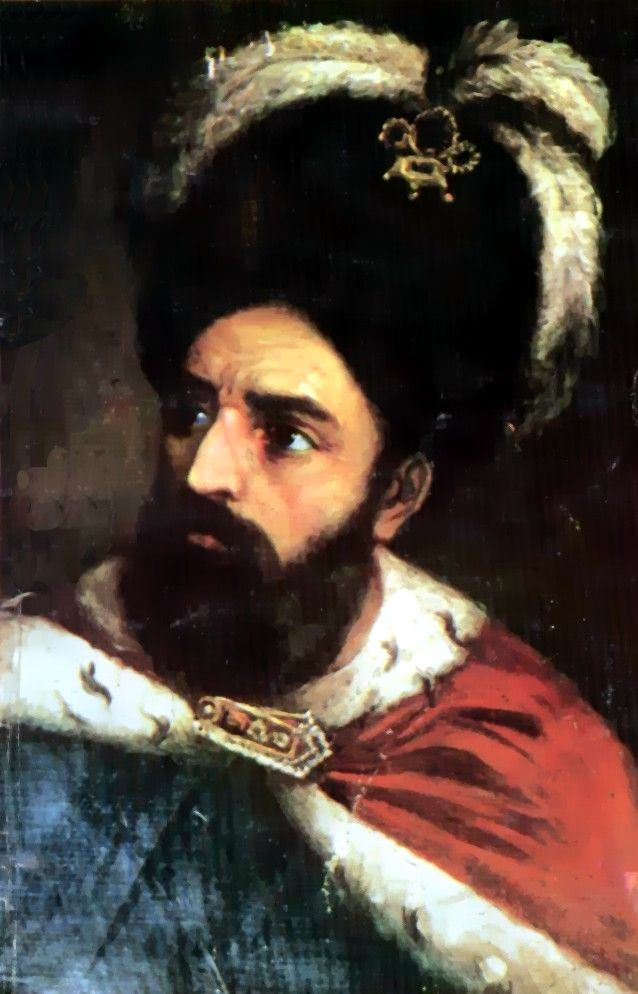
Joan III el Terrible
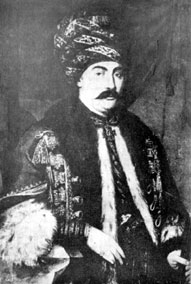
Manuc Bei
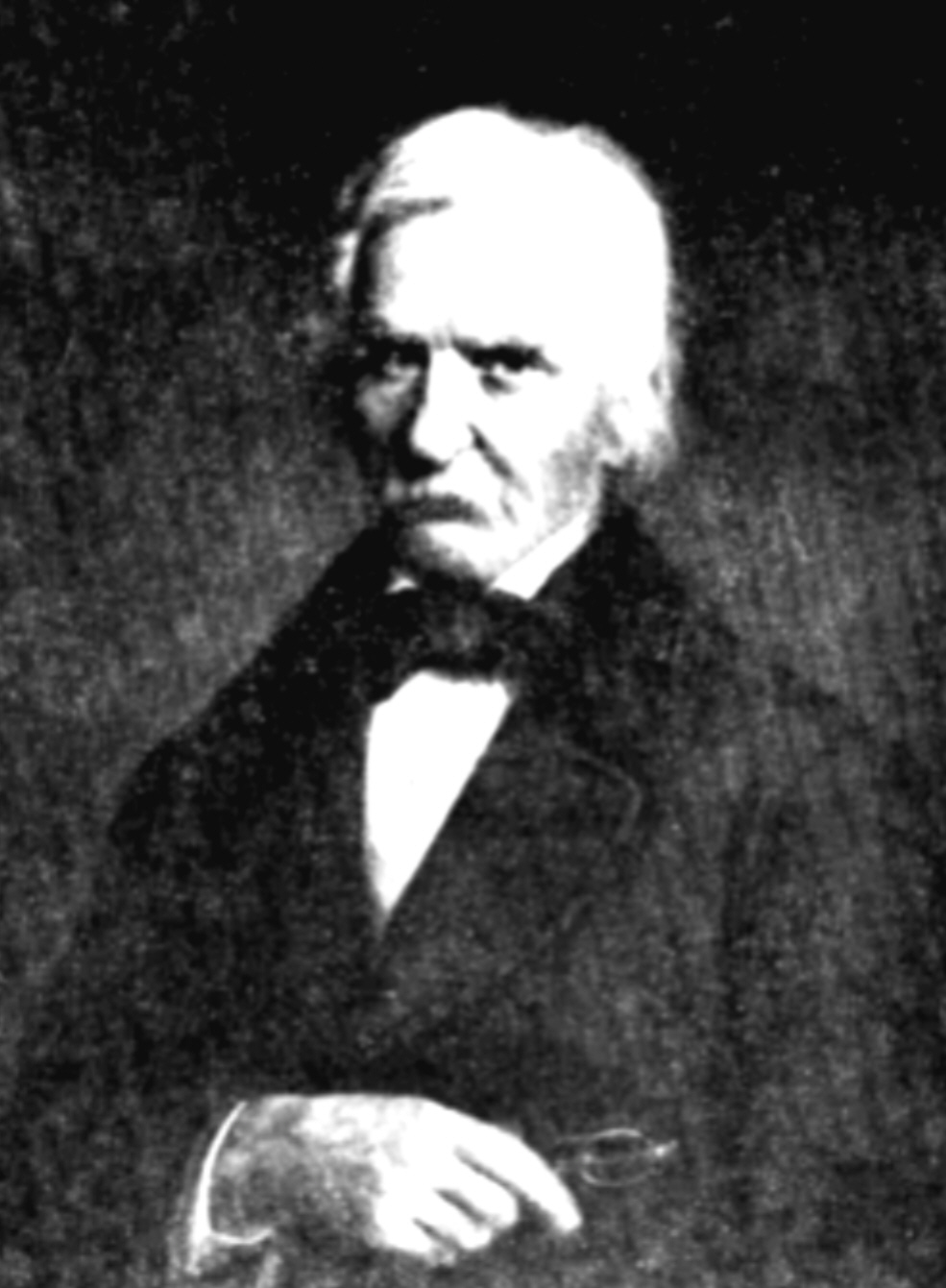
Gheorghe Asachi
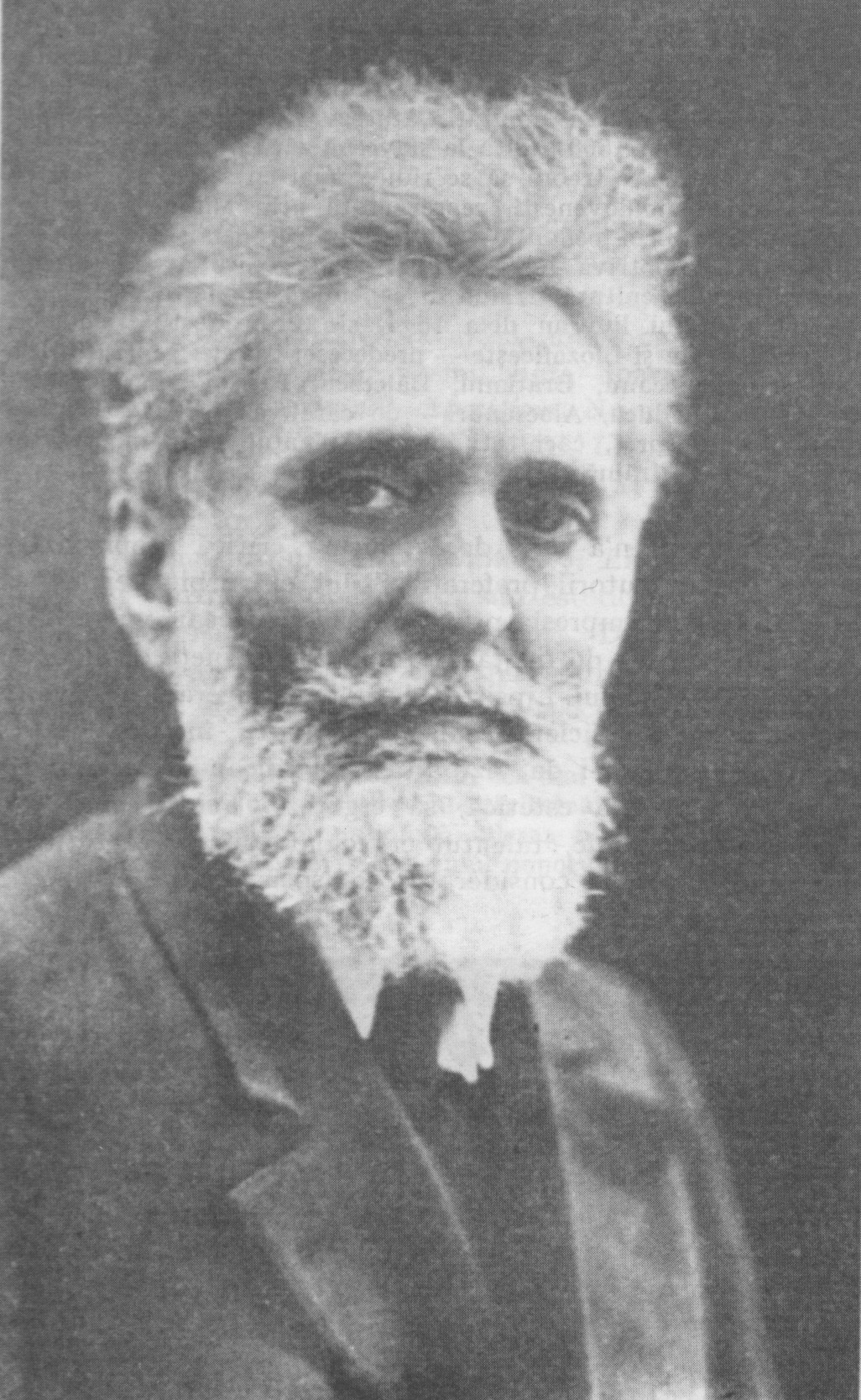
Garabet Ibrăileanu
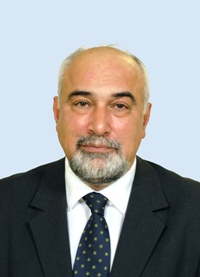
Varujan Vosganian
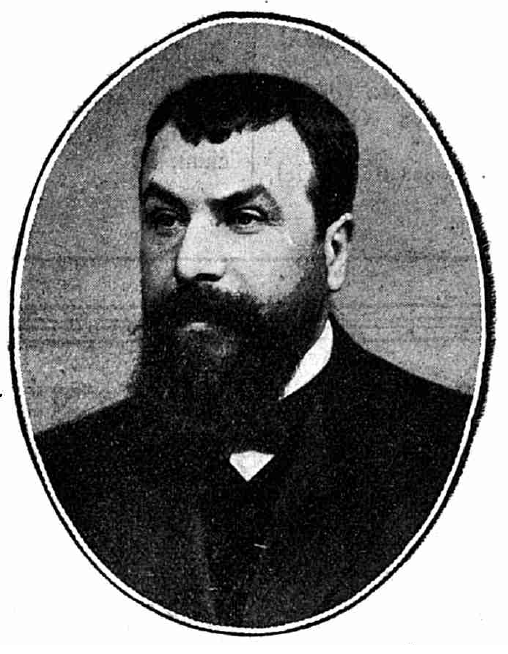
Vasile G. Morțun: periodista, polític i col·leccionista d'art
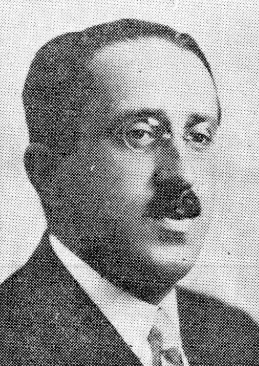
Virgil Madgearu, polític, membre destacat i principal teòric del Partit Camperol